# نیکوتین
نیکوتین یک ترکیب آلی نیتروژن‌دار است که بیشتر در گیاهانی مانند تنباکو (نسوار یا ناس) و در اندازه‌های کمتر در گوجه‌فرنگی، سیب‌زمینی، بادمجان و فلفل‌ سبز یافت می‌شود. ۰٫۳ تا ۵ درصد گیاه خشک تنباکو را نیکوتین می‌سازد و یک زهر اثرگذار بر سامانه عصبی است که در بسیاری از حشره‌کشها به کار می‌رود. نیکوتین در اندازه‌های کمتر، یک ماده انگیزنده (محرک زیستی) اعتیادآور و عامل بسیاری از ویژگی‌های روانی دود تنباکو است. نیکوتین سومین ماده اعتیادآور جهان پس از هروئین و کوکائین است.

## شیمی
نیکوتین یک آلکالوئید دارای دو انانتیومر S و R است که از نظر فیزیکی ماده‌ای نمگیر و روغنی و حل شونده در آب است. نیکوتین در آب یک باز است و به عنوان یک باز نیتروژنی با اسیدها نمک‌های معمولاً جامد و حل شونده در آب می‌سازد. بازآزاد نیکوتین در دمای ۹۵°C
می‌سوزد و به همین سبب بیشتر نیکوتین سیگار سوخته و دود می‌شود؛ هرچند همان میزان کم می‌تواند سبب اعتیاد شود.
نیکوتین به سادگی از راه پوست جذب می‌شود و با نظر به حل‌شوندگی آن در آب یکی از راه‌های به دست آوردن آن خیساندن تنباکوی تکه شده در آب برای زمان ۱۲ ساعت است.

## اثر نیکوتین بر جریان خون

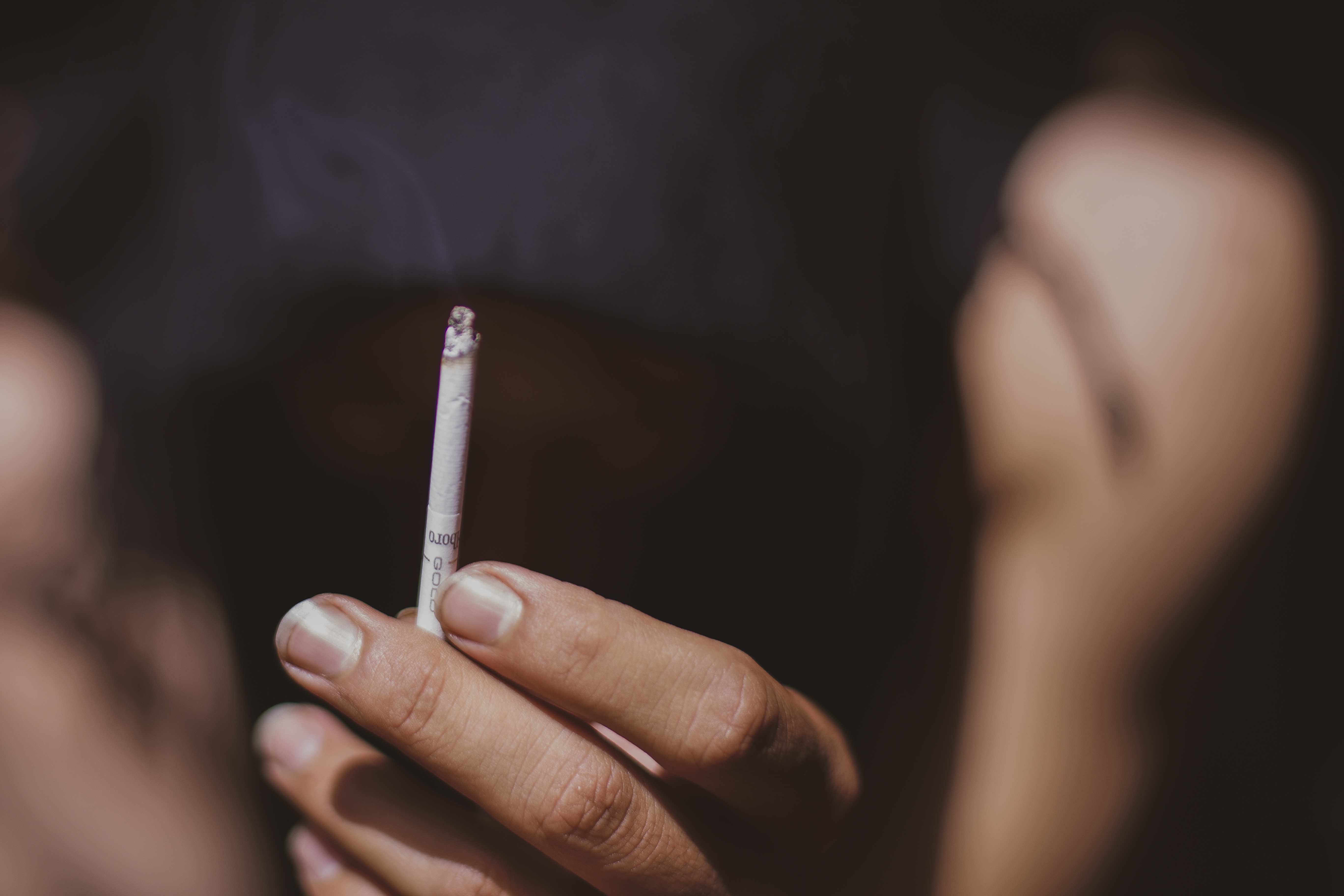
نیکوتین در اندازه‌های کم یک انگیزنده‌است که سبب افزایش هوشیاری، حافظه و فعالیت می‌شود.

پس از کشیدن (تدخین) دود تنباکو، نیکوتین موجود در آن ظرف چند ثانیه وارد جریان خون شده و به مغز می‌رسد. نیکوتینی که به مغز می‌رسد باعث ترشح شدن لحظه‌ای دوپامین در مغز (سیستم مزوکورتیکولیمبیک )، و احساس لذت و انرژی می‌شود. اثر دوپامین تولید شده سریعاً از بین رفته (حدود ۲ ساعت) و باعث خستگی و کسل شدن فرد می‌شود. در این شرایط فرد مجدداً به همان احساس ناشی از ترشح دوپامین نیاز پیدا کرده و مجدداً اقدام به مصرف می‌کند.
نیکوتین در اندازه‌های کم یک انگیزنده‌است که سبب افزایش هوشیاری، حافظه و فعالیت می‌شود ولی در اندازه‌های بیشتر به افزایش تپش قلب، فشارخون و کاهش اشتها می‌انجامد.

## داروشناسی
پس از دمیدن دود سیگار نیکوتین به جریان خون راه یافته و پس از حدود ۷ ثانیه به مغز می‌رسد. هرچند نیکوتینی که به بدن می‌رسد تنها بخشی از نیکوتین موجود در سیگار است چون بیشتر نیکوتین موجود در برگ تنباکو در دمای بالای آتش سیگار تجزیه می‌شود ولی در مصرف برگ تنباکو به صورت جویدن میزان بیشتری از نیکوتین جذب می‌شود.
در دانش «داروشناسی» نیکوتین به عنوان یک محرک گیرنده استیل کولین نیکوتینی کار می‌کند. نیکوتین در اندازه‌های کم سبب تحریک این گیرنده‌ها شده و ترشح هورمون آدرنالین را افزایش می‌دهد که این سبب بالارفتن سرعت تپش قلب، فشار خون، تنفس و سرانجام افزایش گلوکز در خون می‌شود. نیکوتین در اندازه‌های بیشتر سبب غیرقطبی کردن گیرنده‌های استیل کولین نیکوتینی می‌شود که یکی از دلیل‌های زهرآگینی نیکوتین است و از همین ویژگی آن به عنوان حشره‌کش سود می‌جویند.
کوتینین ماده‌ای است که از نیکوتین در بدن تشکیل می‌شود و تا ۴۸ ساعت در بدن می‌ماند و روشی برای فهمیدن مصرف نیکوتین به وسیله شخص است.

## سمّیت
نیکوتین یک سَم قوی‌ست که تنها نزدیک به ۳۰ تا ۶۰ میلی‌گرم از آن می‌تواند یک انسان بزرگسال را از پا درآورد. این در حالی است که دوز سمی کوکائین بالا یک گرم است.
علت این سمیت شدید، اثر آنتی‌کولینرژیک نیکوتین است.

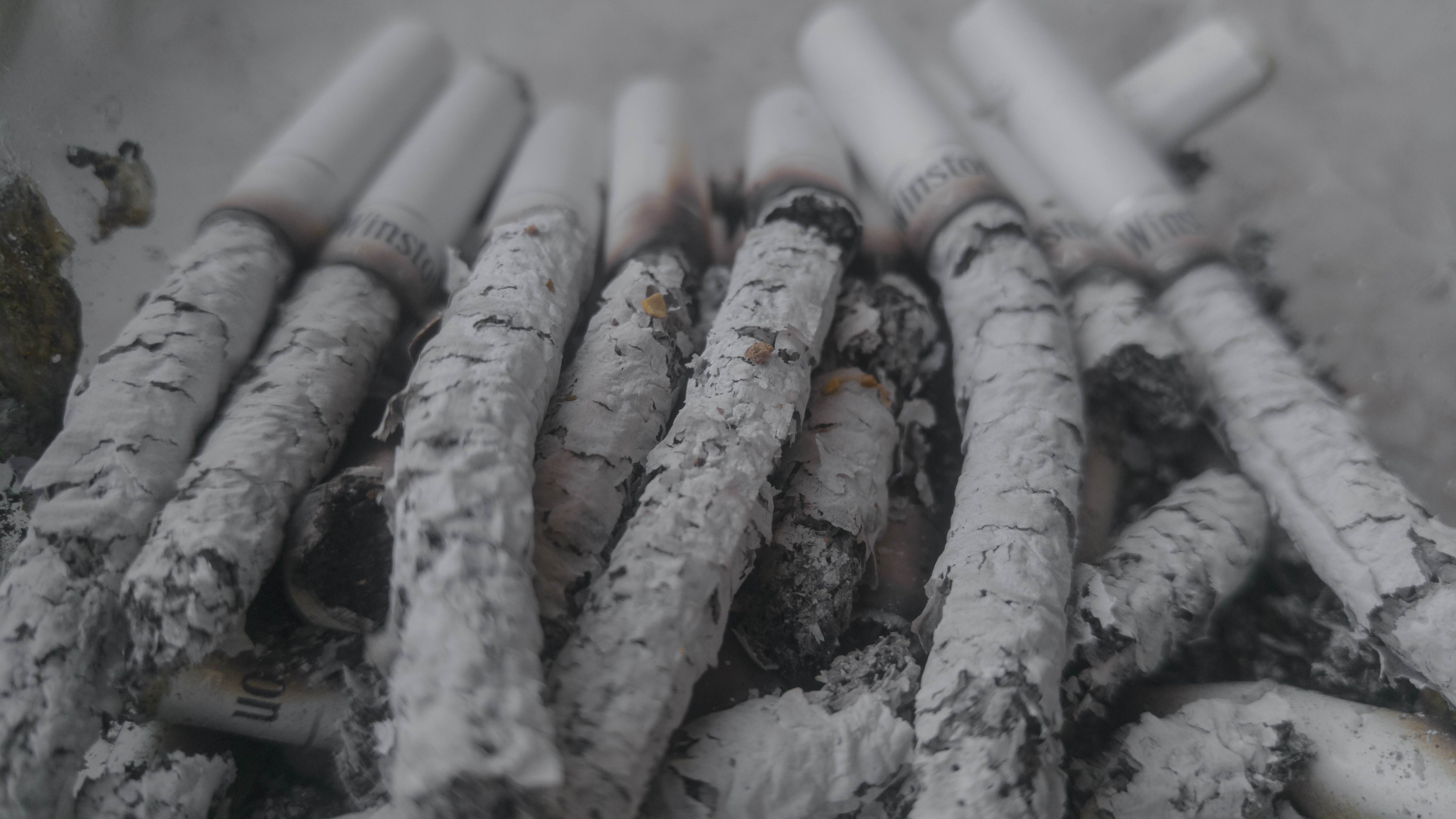
خاکستر و بقایای مانده از سیگار کشیده شده

دود سیگار از عامل‌های سرطان به‌شمار می‌آید و این در صورتی است که ماده نیکوتین از سوی آژانس بین‌المللی پژوهش‌های سرطان (وابسته به سازمان جهانی بهداشت) (IARC) به عنوان ماده سرطان زا شناخته نمی‌شود.
نیکوتین در مقادیری که در محصولات جایگزین دخانیات (NRT) همانند سیگار الکتریکی یافت می‌شود، می‌تواند نیاز به نیکوتین افراد مصرف‌کننده محصولات دخانی را در حالی تأمین کند که مواد سرطان‌زا (carcinogens) و سایر مواد سمی موجود در این محصولات را به حداقل برساند.
نیکوتین در شکل دارویی آن نیز جایگزینی سالمتر برای نیکوتین موجود در تنباکو است. نیکوتین دارویی که به شکل انواع آدامس حاوی نیکوتین یا برچسب‌های نیکوتین دار در داروخانه‌ها یافت می‌شود از سوی «سازمان جهانی بهداشت»(WHO) از سال ۲۰۰۹ به عنوان داروهای ضرروی موجود در داروخانه‌ها شناخته می‌شود.
نیکوتین در مقادیر زیاد می‌تواند سمی بوده یا کشنده باشد و همین‌طور محصولات حاوی نیکوتین همواره بایستی دور از دسترس کودکان قرار گیرند.

## اثرات روانی نیکوتین: آرام بخش لحظه ای[۳]
نیکوتین به عنوان یکی از ترکیبات اصلی تنباکو، تأثیرات پیچیده و متنوعی بر روی سیستم عصبی انسان دارد که به مرور زمان تجربه‌هایی روانی خاص را به همراه دارد. این بخش از مقاله به بررسی دقیق‌تر اثرات روانی نیکوتین می‌پردازد تا درک بهتری از تأثیرات ذهنی این ماده را به شما ارائه دهد.

##### ۱. تاثیرات مثبت نیکوتین در بدن:
1. افزایش انرژی و تمرکز: یکی از اثرات مهم نیکوتین بر روی مغز افزایش انرژی و تمرکز است. این تغییرات به شما احساس انگیزه و قدرت انجام وظایف روزمره را می‌دهد. بسیاری از افراد از این اثر نیکوتین برای بهبود کارایی و تمرکز خود استفاده می‌کنند.
2. کاهش استرس و اضطراب: نیکوتین می‌تواند اثرات آرامش‌بخشی داشته باشد و به برخی افراد در کاهش استرس و اضطراب کمک کند. تأثیرات آرامش‌بخش این ماده می‌توانند در شرایطی که نیاز به آرامش و کاهش تنش داریم، بسیار مفید باشند.
3. تأثیرات معنوی و احساسی: مصرف نیکوتین ممکن است احساسات معنوی و احساسی را تغییر دهد. برخی افراد از این ماده برای افزایش انگیزه و اثرات مثبت بر روی خلق و خو استفاده می‌کنند. این اثرات می‌توانند به کسانی کمک کنند که به دنبال انگیزه برای انجام وظایف روزمره و دستیابی به اهداف خود هستند.

##### ۲. اعتیاد به نیکوتین:
یکی از جنبه‌های مهم تأثیرات روانی نیکوتین، اعتیاد به این ماده است. نیکوتین با تغییرات در مغز، به افراد تسهیل در مصرف مکرر این ماده و دشواری در ترک آن می‌دهد. اعتیاد به نیکوتین ممکن است به مشکلات جدی روانی و فیزیکی منجر شود و نیاز به کمک‌های ترکیبی برای قطع مصرف آن داشته باشد.

##### ۳. اثرات جانبی روانی:
به عنوان تنها قسمتی از داستان، اثرات روانی نیکوتین نمی‌توانند فقط به اثرات مثبت محدود شوند. برخی افراد ممکن است تأثیرات جانبی روانی نیکوتین را تجربه کنند که شامل علایمی مانند اضطراب، افزایش تنش، و اختلالات خواب می‌شود. این اثرات می‌توانند به ویژه در افرادی که اعتیاد به نیکوتین دارند، پدیدار شوند.

##### ۴. تأثیرات جانبی جسمانی:
مصرف نیکوتین ممکن است به تأثیرات جسمانی منجر شود که در نهایت تأثیرات روانی را نیز تحت تأثیر قرار می‌دهند. این ممکن است شامل افزایش ضربان قلب، افزایش فشار خون، و تغییرات در تنفس باشد.
در نهایت، تأثیرات روانی نیکوتین موضوعی پیچیده هستند و باید با دقت مورد بررسی قرار گیرند. افراد باید با آگاهی از اثرات مثبت و منفی آن تصمیم‌گیری کنند و اگر به علایق خاصی دارند، به مشاوره‌گران سلامت روانی مراجعه کنند.

## اثرات جسمی نیکوتین
نیکوتین، ترکیبی که در تنباکو و محصولات مشابه آن وجود دارد، اثرات جسمی متعددی را بر روی سلامت انسان دارد. این بخش از مقاله به معرفی و تجزیه و تحلیل اثرات جسمی Nicotine می‌پردازد و نقش آن در ایجاد بیماری‌های مختلف را بررسی می‌کند.

### ۱. اثرات بر سیستم تنفسی:
سیگاری که به عنوان یکی از اصلی‌ترین مصرف‌کنندگان نیکوتین شناخته می‌شود، تأثیرات جدی بر سیستم تنفسی دارد. دود سیگار حاوی مواد مضری مانند ترکیبات تار و این ماده است که می‌تواند به مشکلات تنفسی منجر شود. از جمله اثرات بر سیستم تنفسی می‌توان به موارد زیر اشاره کرد:
- بیماری‌های ریه‌ای: مصرف این ماده ممکن است باعث افزایش خطر بروز بیماری‌های ریه‌ای مانند برونشیت و آسم شود.
- انسداد مزمن ریه: سیگاری‌ها ممکن است منجر به انسداد مزمن ریه شوند که مشکلات تنفسی خطرناکی ایجاد می‌کند.
- سرطان ریه: دود سیگار حاوی مواد کارسینوژنیک است که باعث بروز سرطان ریه می‌شود.

### ۲. اثرات بر سیستم قلبی-عروقی:
نیکوتین تأثیرات مهمی بر سیستم قلبی-عروقی دارد و ممکن است منجر به مشکلات قلبی شود. برخی از اثرات این ماده بر سیستم قلبی-عروقی عبارتند از:
- افزایش فشار خون: مصرف این ماده باعث افزایش فشار خون می‌شود که یکی از عوامل خطر قلبی می‌باشد.
- تنگی عروق: نیکوتین ممکن است به تنگی عروق قلبی منجر شود که خطر ایجاد بلاعوارگی قلبی را افزایش می‌دهد.
- اختلالات ضربان قلب: مصرف این ماده ممکن است باعث اختلالات ضربان قلبی شود و تأثیرات زیان‌باری بر روی سیستم قلبی داشته باشد.

### ۳. تأثیرات بر دستگاه گوارشی:
نیکوتین نیز تأثیرات خاص خود را بر روی دستگاه گوارشی دارد. مصرف تنباکو ممکن است به عوارضی مانند زخم معده، ترشح اسید معده، و اختلالات دستگاه گوارشی منجر شود. این تأثیرات می‌توانند به مشکلات جدی مانند زخم معده یا تومورهای گوارشی منجر شوند.

### ۴. تأثیرات بر دستگاه اعصاب مرکزی:
نیکوتین تأثیرات مهمی بر دستگاه اعصاب مرکزی دارد. این ماده می‌تواند تأثیرات روانی ایجاد کند و به افراد احساس انرژی و آرامش بدهد. از طرف دیگر، اعتیاد به این ماده نیز یک مشکل جدی است که ممکن است به مشکلات روانی منجر شود.

### ۵. تأثیرات بر جنین در دوران بارداری:
مصرف Nicotine در دوران بارداری مخاطرات جدی برای جنین دارد. این ممکن است باعث افزایش خطر ایجاد مشکلات جنینی مانند کم‌وزنی نوزاد، اختلالات تنفسی، و تأخیر در توسعه مغزی جنین شود.

## روش های استخراج نیکوتین از برگ های تنباکو:
نیکوتین، یکی از ترکیبات کلیدی موجود در برگ‌های تنباکو، از زمان‌های بسیار دور برای انسان‌ها اهمیت داشته و در ساختار تنباکو یافت می‌شود. این ترکیب طبیعی از دلایل مصرف گسترده تنباکو و تولید محصولات مشتق از آن، از سیگار تا محصولات دارویی، موازی با اثرات جدید مثبت و منفی بر روی سلامت انسان‌ها بوده است. به عنوان یک مواد معتاد، نیکوتین به‌طور گسترده در جوامع جهانی مصرف می‌شود.
این روش‌ها شامل استفاده از مواد مذاب، دستگاه‌های خاص برای استخراج، و کروماتوگرافی مایع می‌شوند. هدف نهایی این مقاله، ارائه اطلاعات کامل و مفهومی در خصوص استخراج نیکوتین از برگ‌های تنباکو و نقش آن در صنایع مختلف مرتبط با تنباکو خواهد بود.

### 1. استخراج با استفاده ازمواد مذاب(Solvent Extraction)
استخراج نیکوتین از برگ تنباکو با استفاده از مواد مذاب یکی از روش‌های پرکاربرد و مؤثر در تولید نیکوتین با کیفیت بالا است. در این روش، مواد مذاب (معمولاً اتانول یا متانول) به عنوان حلال به نمونه برگ تنباکو اضافه می‌شود تا ترکیبات موجود در برگ تنباکو در آن حل شده و از برگ تنباکو جدا شوند. این فرآیند به وسیله مکرر کردن مخلوط برگ تنباکو و مواد مذاب به‌طور مداوم و با دقت انجام می‌شود تا تمامی ترکیبات قابل حل در مواد مذاب جذب شوند.

### 2. استخراج با استفاده از روش دستگاهی (Apparatus Extraction)
روش استخراج نیکوتین از برگ تنباکو با استفاده از دستگاه‌های مخصوص به منظور بهبود دقت و کارایی فرآیند استخراج توسعه یافته است. در این روش، دستگاهی طراحی شده به منظور ایجاد شرایط بهینه برای استخراج نیکوتین از برگ تنباکو به کار می‌رود. این دستگاه‌ها می‌توانند به شکل مخروطی، استوانه‌ای یا سایر شکل‌های مناسب برای فرآیند استخراج طراحی شده باشند.

### 3. استخراج با استفاده از کروماتوگرافی مایع (Liquid Chromatography Extraction)[۴]
کروماتوگرافی مایع به عنوان یکی از روش‌های پیشرفته و دقیق تر جهت استخراج نیکوتین از برگ تنباکو شناخته می‌شود. این روش با بهره‌گیری از اصول جدایشی فیزیکی، ترکیبات موجود در برگ تنباکو را به دقت جدا سازی می‌کند. در این فرآیند، نمونه برگ تنباکو به عنوان یک مخلوط ترکیبات وارد یک ستون کروماتوگرافی می‌شود که پر از یک فاز ثابت (معمولاً جاذب سیلیکا یا کربن) است. سپس یک مایع حامل به عنوان فاز موبایل از طریق ستون عبور می‌کند.

## تاریخچه و نامگذاری
نیکوتین را جان نیکوت، سفیر فرانسه در سال ۱۵۵۰ برای نخستین بار از کشور پرتغال به پاریس برد و به عنوان دارو آن را به کار برد.
نیکوتین برای نخستین بار در سال ۱۸۲۸ به وسیله یک شیمیدان آلمانی از تنباکو به دست آمد. مسلماً فرمول شیمیایی آن را به گونه تجربی در سال ۱۸۴۳ به دست آورد. نیکوتین در سال ۱۸۹۳ برای نخستین بار در آزمایشگاه فرآوری شد.